# 419 Aurelia
419 Aurelia è un asteroide della fascia principale del diametro medio di circa 129,01 km. Scoperto nel 1896, presenta un'orbita caratterizzata da un semiasse maggiore pari a 2,5959227 UA e da un'eccentricità di 0,2526756, inclinata di 3,92492° rispetto all'eclittica.
L'origine del suo nome è sconosciuta.